# 黃惠偵
黃惠偵（英語：Huang Hui-Chen，1978年—），台灣的纪录片导演，曾任台北市紀錄片工會秘書長、工會會員代表。

## 個人生活
黃惠偵1978年出生于台湾，6岁時开始跟随母亲在台湾传统丧葬仪式上从事牵亡歌陣工作。由于母親不堪忍受父亲的長年家暴，带着當時10歲的她和妹妹离家，也因此她在小学三年级辍学，並跟随母亲至台湾各地做牵亡仪式以维持生计。因复杂的家庭背景和经历，導致她除了沒有良好的教育環境之外，也没有太多同齡朋友，因此文学作品和电影变成为了她与外界交流的方式。20岁时，她投身社会运动，在此同年尝试着用摄影机开始记录自己与母亲的生活。
2016年她參與臺灣立法院司法及法制委員會舉辦第二場「同性婚姻法制化」公聽會上演講表示，分享自身家庭經歷及支持婚姻平權。

## 職業生涯
由於1998年台湾纪录片導演杨力州想要拍一部关于从事牵亡阵（台湾的一种传统民间巫术仪式。由紅頭法師主持，通过诵经、歌舞仪式等形式，为亡魂启行）青少女們的紀錄片，當時二十岁的黄惠侦为拍摄对象之一，並在拍攝過程中對紀錄片製作有初步的認識。為此她存钱买了一台家用的小型摄影机来记录自己的生活、参加新北市蘆洲社区大学紀錄片拍攝課程並開始積極投入社會運動。她在参加社会运动期间先后拍摄了两部关于外籍劳工的纪录短片《八东病房》和《乌将要回家》，期間她也持續將镜头对准自己的家庭，希望讲述自己的成長故事。《我和我的T妈妈》和《日常对话》即是此主題紀錄片的短片與長片版本，在向日本电视台寻资遇到困难的时候，与黄惠侦在社会运动中结识的台湾导演侯孝贤主动担当这部作品的监制，協助这部记录片能够顺利拍摄。

## 作品

### 短片

#### 《八東病房》（2006年）
黄惠侦在台湾国际劳工协会工作期间用镜头记录了台北仁爱医院的八东病楼内病人和外籍护工的日常生活。导演将镜头锁定三位来自不同国家的女性，她们带着不同的期望来到了台湾，她们背井离乡在这里工作，每天面对的却是病床上的老人。一个小小的病房承载了太多的情感，生老病死已经是必然，这些护工日常的思乡和对于未来的期盼与他们日常环境产生了强烈的对比。黄惠侦希望通过镜头来呼吁大家关注外籍工作者这一群体。

#### 《烏將要回家》（2009年）
菲律宾人乌将满怀欣喜的来到台湾，希望通过自己的辛勤劳动存上一笔钱回家乡盖一栋房子，可残酷的现实扣除高昂的中介费之后在台湾第一个月到手的工资仅仅有329元。所谓每天生活的“房间”只是一张床位，床头贴着乌将心中房子的蓝图。后来乌将还是回到了菲律宾，他笑着说出自己的故事，留给观众的却是无尽的心酸。

#### 《我和我的T媽媽》（2016年）
妈妈是名牵亡师为逝去的灵魂超度，而导演黄惠侦则想要超度她与母亲之间难以说出口的伤痛。导演的母亲是名同性恋，在家里不苟言笑，很少对女儿嘘寒问暖，但是和女性朋友在外玩乐时却有展现出了无限的柔情。这部纪录片在电视上播放，导演用“牵亡”元素串联起三个章节：招魂、超度和入土。“招魂”，意在召唤那些导演和母亲不愿去提及的过去。而召唤的目的是想要“超度”它。而在和母亲谈完之后，导演希望这一切能“入土为安”，让她们可以往前走。

### 長片

#### 《日常對話》（2016年）
《日常对话》是《我和我的T妈妈》的电影版，导演在两部作品中使用了完全不同的结构，电影版内容更加丰富，加入了对于家人的一些访问。作者自己来说《日常对话》更适合于当作一篇散文来欣赏，长版虽然不如短版通俗易懂，但是更贴近导演的创作心情，想要通过自己的记录，用比较轻的力道向观众讲述一个家庭的故事。

## 榮譽
| 年份   | 頒獎典禮               | 獎項           | 影片               | 結果 |
| 2009年 | 勞工金像獎             | 國際移工關懷獎 | 《烏將要回家》     | 特優 |
| 2016年 | 南方獎                 | 評審團獎       | 《我和我的T媽媽》  | 獲獎 |
| 2016年 | 南方獎                 | 人權關懷獎     | 《我和我的T媽媽 》 | 獲獎 |
| 2016年 | 第53届金马奖           | 最佳紀錄片     | 《日常對話》       | 提名 |
| 2016年 | 第53届金马奖           | 最佳剪辑       | 《日常對話》       | 提名 |
| 2017年 | 泰迪熊奖               | 最佳纪录片     | 《日常對話》       | 獲獎 |
| 2017年 | 第17届华语电影传媒大奖 | 最佳电影       | 《日常对话》       | 獲獎 |

## 外部連結
- 黃惠偵在互联网电影资料库（IMDb）上的資料（英文）
- 如何理解自己的同志母亲 她用18年完成这部纪录片 （页面存档备份，存于） （中文）